# Mansour Rouhani
Mansour Rouhani Qazvini (1 de abril de 1920–11 de abril de 1979) fue un político iraní que ocupó varios cargos gubernamentales durante el reinado de Shah Mohammad Reza Pahlavi. Fue uno de los políticos asesinados tras la revolución islámica de 1979.

## Biografía
El padre de Rouhani era bahá'í mientras que su madre era musulmana.
El 7 de marzo de 1964, Rouhani fue nombrado ministro de agua y energía en el gabinete dirigido por el primer ministro Hasan Ali Mansour . Luego, Rouhani ocupó el mismo puesto en el primer gabinete del primer ministro Amir Abbas Hoveyda desde el 26 de enero de 1965. También se desempeñó como ministro de agricultura en el próximo gabinete de Amir Abbas Hoveyda. Fue reelegido en el cargo el 13 de septiembre de 1971.
Rouhani y muchas otras figuras destacadas cercanas al Sha fueron destituidos de su cargo en el otoño de 1978, poco después de que ocurrieran los disturbios y las protestas en las zonas rurales de Irán. Tras la revolución islámica de febrero de 1979, Rouhani fue arrestado. Fue juzgado por el Tribunal Revolucionario Islámico de reciente creación dirigido por el juez religioso Sadegh Khalkhali . Rouhani fue acusado de traición y corrupción en la tierra y condenado a muerte. Rasoul Sadr Ameli, un periodista iraní que trabajaba para Ettela'at, informó que cuando Rouhani se enteró de estas afirmaciones, le preguntó al juez cómo se involucró en la guerra con Dios. Khalkhali le respondió: "Tú eres bahá'í". Rouhani tenía 57 años cuando fue asesinado por los revolucionarios el 11 de abril de 1979. El mismo día también fueron ejecutadas otras diez figuras importantes, incluido el exministro de Asuntos Exteriores Abbas Ali Khalatbari .

## Vida personal
Su esposa fue Parvin Rouhani, quien salió de Irán antes o después de la revolución islámica en 1979 y se instaló en los Estados Unidos. Las propiedades de la familia fueron confiscadas por el gobierno islámico durante ese período.
El hijo de Rouhani se casó con una estadounidense y ambos abandonaron Irán en 1978.